# تونیسار
تونیسار (به لاتین: Tõnissaare) یک روستا در استونی است که در دهستان ویلیاندی واقع شده‌است.

## خصوصیات
تونیسار ۳۰ نفر جمعیت دارد.